# Мартиніка (протока)
Мартиніка (англ. Martinique Passage; фр. Canal de la Martinique) — протока між острівною державою Домініка на півночі і французьким островом Мартиніка на півдні. Ширина 35 км, найбільша глибина протоки — 1400 м. З'єднує Атлантичний океан з Карибським морем.
1987 року між Францією і Домінікою підписано угоду про делімітацію кордону між країнами, що проходить протокою Мартиніка.